# 27 Cygni
27 Cygni, som är stjärnans Flamsteed-beteckning, är en ensam stjärna belägen i den södra delen av stjärnbilden Svanen, som också har Bayer-beteckningen b1 Cygni och variabelbeteckningen V2008 Cygni. Den har en genomsnittlig skenbar magnitud på ca 5,38 och är svagt synlig för blotta ögat där ljusföroreningar ej förekommer. Baserat på parallax enligt Gaia Data Release 2 på ca 41,8 mas, beräknas den befinna sig på ett avstånd på ca 78 ljusår (ca 24 parsek) från solen. Den rör sig närmare solen med en heliocentrisk radialhastighet av ca -33 km/s. På det beräknade avståndet minskar stjärnans skenbara magnitud med 0,05 enheter genom en skymningsfaktor orsakad av interstellärt stoft. Stjärnan har en relativt stor egenrörelse och förflyttar sig över himlavalvet med en hastighet av 0,495 bågsekunder per år.

## Egenskaper
27 Cygni är en gul till vit underjättestjärna av spektralklass G8.5 IVa. Den har en massa som är ca 1,3 solmassor, en radie som är ca 2,5 solradier och utsänder ca 4 gånger mera energi än solen från dess fotosfär vid en effektiv temperatur av ca 5 100 K.
27 Cygni är en eruptiv variabel av RS Canum Venaticorum-typ (RS:), som har visuell magnitud +5,36 och varierar i ljusstyrka med 0,05 magnituder och en period av 29,683 dygn.
27 Cygni listas i flera stjärnkataloger med tre svaga följeslagare inom en bågminut. De två närmare är orelaterade bakgrundsobjekt, medan den tredje har liknande avstånd och rörelse genom rymden utan någon gravitationell förbindelse.